# Copa América IFA7
Copa América IFA7 se koná se od roku 2016, a pořádá ho International Football Association 7 (IFA7). První ročník se odehrál v roce 2016 V San José v Kostarice. Na posledním šampionátu v Peru v dubnu 2024 zvítězili reprezentanti Ekvádoru.

## Turnaje
| Rok  | Hostitel             | Finále  | Finále       | Finále             | Zápas o     | Zápas o | Zápas o      |
| Rok  | Hostitel             | Vítěz   | Skóre        | Poražený finalista | Třetí místo | Skóre   | Čtvrté místo |
| ---- | -------------------- | ------- | ------------ | ------------------ | ----------- | ------- | ------------ |
| 2016 | Kostarika (San José) | Peru    | 4 – 2        | Mexiko             | Argentina   | 5 – 4   | Guatemala    |
| 2018 | Ekvádor (Quito)      | Ekvádor | 2 – 1 (pen.) | Brazílie           | Uruguay     | 3 – 1   | Kolumbie     |
| 2023 | Paraguay (Asunción ) | Mexiko  | 7 – 3        | Paraguay           | Kolumbie    | 3 – 0   | Argentina    |
| 2026 | Honduras             |         |              |                    |             |         |              |

## Medailový stav podle zemí do roku 2023 (včetně)
| Pořadí | Země      | Zlato | Stříbro | Bronz | Celkem |
| 1.     | Mexiko    | 1     | 1       | 0     | 2      |
| 2.     | Ekvádor   | 1     | 0       | 0     | 1      |
| 2.     | Peru      | 1     | 0       | 0     | 1      |
| 3.     | Brazílie  | 0     | 1       | 0     | 1      |
| 3.     | Paraguay  | 0     | 1       | 0     | 1      |
| 4.     | Argentina | 0     | 0       | 1     | 1      |
| 4.     | Uruguay   | 0     | 0       | 1     | 1      |
| 4.     | Kolumbie  | 0     | 0       | 1     | 1      |

## Raising Stars (U18)
| Rok  | Hostitel    | Finále  | Finále        | Finále             | Zápas o     | Zápas o | Zápas o      |
| Rok  | Hostitel    | Vítěz   | Skóre         | Poražený finalista | Třetí místo | Skóre   | Čtvrté místo |
| ---- | ----------- | ------- | ------------- | ------------------ | ----------- | ------- | ------------ |
| 2024 | Peru (Lima) | Ekvádor | 7 – 6 (prod.) | Kolumbie           | Mexiko      | 2 – 1   | Kanada       |

## Medailový stav podle zemí do roku 2024 (včetně)
| Pořadí | Země     | Zlato | Stříbro | Bronz | Celkem |
| 1.     | Ekvádor  | 1     | 0       | 0     | 1      |
| 2.     | Kolumbie | 0     | 1       | 0     | 1      |
| 3.     | Mexiko   | 0     | 0       | 1     | 1      |